# لويس والدمان
لويس والدمان (بالإنجليزية: Louis Waldman)‏ هو نقابي ومحامي وسياسي أوكراني وأمريكي، ولد في 5 يناير 1892 في أوكرانيا، وتوفي في 12 سبتمبر 1982 في مانهاتن في الولايات المتحدة. حزبياً، نشط في الحزب الاشتراكي الأمريكي. وقد انتخب عضو جمعية ولاية نيويورك.